# Зьребце (Люблінське воєводство)
Зьребце (пол. Źrebce) — село в Польщі, у гміні Сулув Замойського повіту Люблінського воєводства.
Населення — 268 осіб (2011).
У 1975-1998 роках село належало до Замойського воєводства.

## Демографія
Демографічна структура станом на 31 березня 2011 року:
|          | Загалом | Допрацездатний вік | Працездатний вік | Постпрацездатний вік |
| -------- | ------- | ------------------ | ---------------- | -------------------- |
| Чоловіки | 131     | 25                 | 82               | 24                   |
| Жінки    | 137     | 19                 | 75               | 43                   |
| Разом    | 268     | 44                 | 157              | 67                   |